# Art Garfunkel
Arthur Ira Garfunkel (Queens (New York), 5 november 1941) is een Amerikaans singer-songwriter en is vooral bekend geworden als helft van het duo Simon & Garfunkel (met Paul Simon). Zij brachten albums uit als Parsley, Sage, Rosemary & Thyme (1966) en Bridge Over Troubled Water (1970). Ook de soundtrack van de film The Graduate (1968) bevat veel van hun muziek, waaronder het lied Mrs. Robinson.

## Biografie
Garfunkel werd geboren in Queens, New York. Hij trouwde met Linda Marie Grossman (geboren in 1944), een architect, in Nashville op 1 oktober 1972 en scheidde van haar in 1975. Hij sprak over een turbulent huwelijk dat bitter eindigde. 

### Met Paul Simon
Tijdens zijn lagereschooltijd, begon hij met het zingen van liedjes van onder andere de Everly Brothers, samen met Paul Simon, die hij al kende van school. Ze woonden 500 meter van elkaar, richtten samen een bandje op en begonnen met kleine optredens. Ze noemden zich Tom and Jerry en kregen onder die naam ook hun eerste opnamecontract. Hey Schoolgirl was een nummer dat ze zelf geschreven hadden. Later gingen ze verder als Simon & Garfunkel.

### Solo
In 1970 gingen Simon en Garfunkel uit elkaar door onenigheid. Nadat hij een aantal jaren had geacteerd begon Garfunkel in 1973 met een solocarrière als liedjesschrijver en zanger. In 1979 had hij zijn grootste hit met Bright Eyes, dat uitkwam als onderdeel van de soundtrack van de film Watership Down. Het was in Nederland de bestverkochte single van dat jaar. Pas in 2002, op het album Everything Waits To Be Noticed maakte Garfunkel zijn debuut als componist.

### Voettocht
In 1983 besloot hij een voettocht door de Verenigde Staten te maken van de oostkust naar de westkust. Hij begon in New York en liep elke maand een aantal dagen; uiteindelijk heeft hij er zo'n dertien jaar over gedaan. Hij kwam in april 1996 aan in de staat Washington. Van deze voettocht is ook een dvd gemaakt. Hierop worden passages uit zijn dagboek (dat hij gedurende zijn hele tocht bijhield) gecombineerd met een liveoptreden opgenomen in 1996 op Ellis Island. Tijdens dit optreden zong Garfunkel ook een duet met James Taylor en zong ook zijn vrouw Kim Cermack Garfunkel enkele nummers.
In 1981 kwamen Garfunkel en Simon weer bij elkaar voor een concert in Central Park in New York en in 2003 voor een tour door Amerika en Europa.

## Discografie

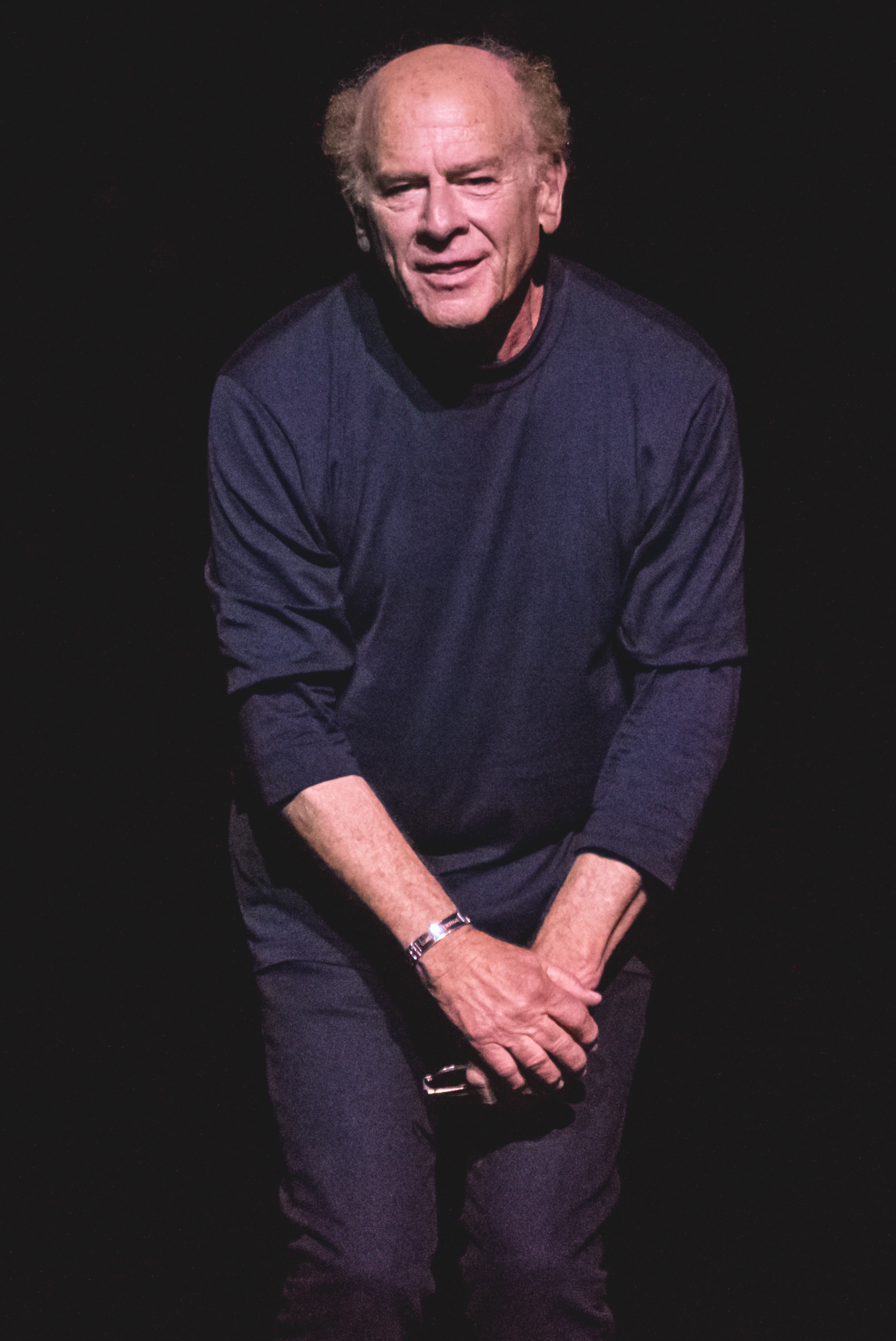
Art Garfunkel in 2017

### Studioalbums
- Angel Clare (1973)
- Breakaway (1975)
- Watermark (1977)
- Fate For Breakfast (1979)
- Scissor's Cut (1981)
- The Animals' Christmas (1985)
- Lefty (1988)
- Up 'Till Now (1993)
- Songs From A Parent To A Child (1997)
- Everything Waits To Be Noticed (2002)
- Some Enchanted Evening (2007)

| Album met eventuele hitnotering(en) in de Nederlandse Album Top 100 | Datum van verschijnen | Datum van binnenkomst | Hoogste positie | Aantal weken | Opmerkingen   |
| ------------------------------------------------------------------- | --------------------- | --------------------- | --------------- | ------------ | ------------- |
| Angel clare                                                         | 1973                  | 29-09-1973            | 9               | 5            |               |
| Breakaway                                                           | 1975                  | 01-11-1975            | 20              | 7            |               |
| Fate for breakfast                                                  | 1979                  | 19-05-1979            | 1(7wk)          | 19           |               |
| Scissors cut                                                        | 1981                  | 29-08-1981            | 14              | 10           |               |
| The Art Garfunkel album                                             | 1984                  | 04-08-1990            | 63              | 5            | Verzamelalbum |
| Across America - The best of Art Garfunkel live                     | 1996                  | 28-12-1996            | 17              | 13           | Livealbum     |

### Singles
| Single met eventuele hitnotering(en) in de Nederlandse Top 40 | Datum van verschijnen | Datum van binnenkomst | Hoogste positie | Aantal weken | Opmerkingen                                 |
| ------------------------------------------------------------- | --------------------- | --------------------- | --------------- | ------------ | ------------------------------------------- |
| All I know                                                    | 1973                  | 29-09-1973            | tip3            | -            |                                             |
| I shall sing                                                  | 1974                  | 12-01-1974            | tip4            | -            |                                             |
| I only have eyes for you                                      | 1975                  | 08-11-1975            | tip20           | -            |                                             |
| Crying in my sleep                                            | 1977                  | 08-10-1977            | tip15           | -            |                                             |
| (What a) Wonderful world                                      | 1978                  | 04-02-1978            | tip19           | -            | met James Taylor & Paul Simon               |
| Bright eyes                                                   | 1979                  | 05-05-1979            | 1(5wk)          | 14           | Bestverkochte single van 1979 / Alarmschijf |
| A heart in New York                                           | 1981                  | 29-08-1981            | 29              | 4            | Alarmschijf                                 |

| Single met hitnotering(en) in de Vlaamse Ultratop 50 | Datum van verschijnen | Datum van binnenkomst | Hoogste positie | Aantal weken | Opmerkingen                |
| ---------------------------------------------------- | --------------------- | --------------------- | --------------- | ------------ | -------------------------- |
| Bright eyes                                          | 19-01-1979            | 26-05-1979            | 1(5wk)          | 14           | Nr. 1 in de Radio 2 Top 30 |
| A heart in New York                                  | 02-07-1981            | 19-09-1981            | 37              | 3            |                            |
| Raum des Schweigens (The sound of silence)           |                       |                       |                 |              | met Art Garfunkel Jr.      |

### NPO Radio 2 Top 2000
| Nummer met noteringen in de NPO Radio 2 Top 2000 | '99 | '00 | '01 | '02 | '03 | '04 | '05 | '06 | '07 | '08 | '09 | '10 | '11 | '12 | '13 | '14 | '15 | '16 | '17 | '18 | '19 | '20 | '21 | '22 | '23 | '24 |
| ------------------------------------------------ | --- | --- | --- | --- | --- | --- | --- | --- | --- | --- | --- | --- | --- | --- | --- | --- | --- | --- | --- | --- | --- | --- | --- | --- | --- | --- |
| Bright Eyes                                      | 46  | 51  | 53  | 100 | 137 | 120 | 154 | 222 | 140 | 136 | 347 | 223 | 281 | 455 | 470 | 631 | 596 | 624 | 612 | 698 | 699 | 714 | 822 | 750 | 812 | 712 |

1. ↑  Een vetgedrukt getal geeft de hoogste notering aan.

### Dvd's
| Dvd's met hitnoteringen in de Nederlandse Music Top 30 | Datum van verschijnen | Datum van binnenkomst | Hoogste positie | Aantal weken | Opmerkingen |
| ------------------------------------------------------ | --------------------- | --------------------- | --------------- | ------------ | ----------- |
| Across Amerika - Live from Ellis Island                | 2003                  | 12-07-2003            | 8               | 8            |             |

- Bibsys: 4073597
- Biblioteca Nacional de España: XX943520
- Bibliothèque nationale de France: cb13894310x (data)
- Gemeinsame Normdatei: 11900934X
- International Standard Name Identifier: 0000 0001 1027 3908
- Library of Congress Control Number: n88163308
- Nationale Bibliotheek van Letland: 000170544
- MusicBrainz: fc0a5289-4b77-4246-9c8d-857c8b617f5d
- Bibliotheek van het Japanse parlement: 00466957
- Nationale Bibliotheek van Tsjechië: jn20000601706
- Nationale bibliotheek van Australië: 35508568
- Nationale Bibliotheek van Israël: 987007261549205171
- Nationale Bibliotheek van Polen: a0000002337333
- Nationale en Universitaire bibliotheek Zagreb: 000691850
- Nederlandse Thesaurus van Auteursnamen: 070449228
- LIBRIS: 209801
- Système universitaire de documentation: 164172076
- Trove: 978639
- Virtual International Authority File: 56796195
- WorldCat: E39PBJyWYDQbX3rDgWybVmymVC